# Synodontis afrofischeri
Synodontis afrofischeri es una especie de peces Siluriformes de la familia Mochokidae.

## Morfología
Los machos pueden llegar alcanzar los 17,7 cm de longitud total.

## Hábitat y distribución
Es un pez de agua dulce. Se encuentran en el lago Victoria y la cuenca del río Nilo.